# Herbert Croly
Herbert David Croly (* 23. Januar 1869 in New York City; † 17. Mai 1930 in Santa Barbara, Kalifornien) war ein US-amerikanischer Journalist und Autor.
Herbert Croly wurde 1869 in New York City geboren. Seine Eltern waren die Journalisten Jane Cunningham Croly und David Goodman Croly. 1892 heiratete er Louise Emory.
1884 begann er sein Studium im City College of New York und studierte ab 1886 für zwei Jahre an der Harvard University ohne einen akademischen Abschluss zu erreichen.
Ab 1900 wurde er Herausgeber einer Architekturmagazins (Architectural Record) und ab 1914 wurde er erster Herausgeber des Politikmagazins The New Republic, welches „zum meinungsbildenden Blatt der politischen und literarischen Elite Amerikas wurde.“
Sein bekanntestes Werk war The Promise of American Life welches den Weg zu einem Wohlfahrtsstaat beschreibt. Dieses Werk hatte starken Einfluss auf die amerikanischen Präsidenten Theodore Roosevelt, Woodrow Wilson und die Berater von Franklin D. Roosevelt, die den New Deal einleiteten.
1912 wurde er in die American Academy of Arts and Letters gewählt.